# Sainte-Colombe, Landes
Sainte-Colombe (gaskonsko Senta Coloma) je naselje in občina v francoskem departmaju Landes regije Akvitanije. Naselje je leta 2009 imelo 639 prebivalcev.

## Geografija
Kraj leži v pokrajini Gaskonji ob reki Laudon, 26 km jugozahodno od Mont-de-Marsana.

## Uprava
Občina Sainte-Colombe skupaj s sosednjimi občinami Aubagnan, Castelner, Cazalis, Hagetmau, Horsarrieu, Labastide-Chalosse, Lacrabe, Mant, Momuy, Monget, Monségur, Morganx, Peyre, Poudenx, Saint-Cricq-Chalosse, Serres-Gaston in Serreslous-et-Arribans sestavlja kanton Hagetmau s sedežem v Hagetmauu. Kanton je sestavni del okrožja Mont-de-Marsan.

## Zanimivosti
- cerkev sv. Kolumbe iz začetka 17. stoletja,
- menhir le Peyrelounque.